# 宮崎家庭裁判所
宮崎家庭裁判所（みやざきかていさいばんしょ）は、宮崎県宮崎市にある日本の家庭裁判所の一つで、宮崎県を管轄している。略称は、宮崎家裁（みやざきかさい）。日南、都城、延岡に支部を、日向、高千穂に出張所を置いている。
宮崎家庭裁判所の本庁は宮崎地方裁判所の本庁に、宮崎家庭裁判所の支部は宮崎地方裁判所の支部に併設されている。また、本庁・支部・出張所のいずれにも簡易裁判所が併設されている。

## 所在地
- 本庁：宮崎県宮崎市旭2丁目3-13　北緯31度54分36.6秒 東経131度25分40.7秒 / 北緯31.910167度 東経131.427972度
JR日豊線, 日南線, 宮崎空港線 宮崎駅西側県庁方面へ徒歩15分，車5分
- 日南支部：宮崎県日南市飫肥3丁目6-1　北緯31度37分43.3秒 東経131度21分18.4秒 / 北緯31.628694度 東経131.355111度
JR日南線 飫肥駅北側飫肥城方面へ徒歩20分，車7分
- 都城支部：宮崎県都城市八幡町2-3　北緯31度43分15.6秒 東経131度3分35.3秒 / 北緯31.721000度 東経131.059806度
JR日豊線 西都城駅東側市役所方面へ徒歩10分，車5分
- 延岡支部：宮崎県延岡市東本小路121　北緯32度34分51.3秒 東経131度39分51.3秒 / 北緯32.580917度 東経131.664250度
JR日豊線 延岡駅西側城山公園方面へ徒歩30分，車15分
- 日向出張所:宮崎県日向市南町8-7　北緯32度25分17.7秒 東経131度37分23.7秒 / 北緯32.421583度 東経131.623250度
JR日豊線 日向市駅東側市役所方面へ徒歩10分，車5分
- 高千穂出張所:宮崎県西臼杵郡高千穂町大字三田井118　北緯32度42分40.1秒 東経131度18分41.3秒 / 北緯32.711139度 東経131.311472度
神代バス停から徒歩3分

## 管轄
- 本庁
  - 宮崎市、東諸県郡国富町、綾町、西都市、児湯郡高鍋町、新富町、西米良村、木城町、川南町、都農町
- 日南支部
  - 日南市、串間市
- 都城支部
  - 都城市、北諸県郡三股町、小林市、えびの市、西諸県郡高原町
- 延岡支部
  - 延岡市、東臼杵郡門川町、北川町、美郷町のうち旧北郷村の区域
  - 日向出張所
    - 日向市、東臼杵郡美郷町（旧北郷村は除く）、諸塚村、椎葉村

  - 高千穂出張所
    - 西臼杵郡高千穂町、日之影町、五ヶ瀬町

※ただし、日南・都城の各支部の合議事件、日南支部管内の少年事件は本庁で取り扱う。

※日向出張所は、家事審判法で定める家庭に関する事件の審判及び調停のみ扱い、その他の事務は延岡支部が扱う。

※高千穂出張所は家事事件の受付および出張家事審判・出張家事調停のみ行い、その他の事務は延岡支部が扱う。

## 歴代所長
宮崎家庭裁判所の所長は宮崎地方裁判所の所長を兼任している。宮崎地方裁判所#歴代所長を参照。